# ریچارد پاتریک
ریچارد پاتریک (انگلیسی: Richard Patrick؛ زادهٔ ۱۰ مهٔ ۱۹۶۸) یک موسیقی‌دان اهل ایالات متحده آمریکا است. وی از سال ۱۹۸۶ میلادی تاکنون مشغول فعالیت بوده‌است.